# Muscle oculomoteur
Les muscles oculomoteurs sont les six muscles extra-oculaires responsables des mouvements de l'œil dans l'orbite, à savoir les muscles :
- droit supérieur du bulbe de l’œil (lat. rectus superior) ;
- droit inférieur du bulbe de l’œil (lat. rectus inferior) ;
- droit médian du bulbe de l’œil (ou droit interne ; lat. rectus medialis) ;
- droit latéral du bulbe de l’œil (ou droit externe ; lat. rectus lateralis) ;
- oblique supérieur du bulbe de l’œil (ou grand oblique ; lat. obliquus superior) ;
- oblique inférieur du bulbe de l’œil (ou petit oblique ; lat. obliquus inferior).

Ces muscles sont attachés sur la sclère à une de leurs extrémités et, à l'exception du petit oblique, forment un faisceau joignant le fond de l'orbite au voisinage du trou optique, où les aponévroses fusionnent pour former l'anneau de Zinn. Les muscles extra-oculaires permettent à l'œil de se mouvoir dans n'importe quelle direction avec un maximum de 40° à partir de la position de relâchement. Mais, typiquement, l'œil ne se déplace pas vers les limites extrêmes de cette gamme. En effet, au-delà de 15-20°, ce sont les mouvements de tête qui sont mis en jeu.
Entre la sclère et le tendon de Zinn, les muscles oculomoteurs traversent la membrane de Tenon.
Les muscles oculomoteurs sont innervés par des nerfs crâniens (paires III, IV et VI).
Le tableau ci-après récapitule les dénominations des six muscles oculomoteurs, ainsi que leur innervation et leur fonction (mouvement de l'œil produit par une contraction du muscle concerné).

## Description
| Muscle                 | Innervation                            | Origine                         | Fonction primaire                  | Fonction secondaire | Fonction tertiaire |
| ---------------------- | -------------------------------------- | ------------------------------- | ---------------------------------- | ------------------- | ------------------ |
| muscle droit supérieur | branche supérieure du nerf oculomoteur | anneau de Zinn                  | élevation                          | incycloduction      | Adduction          |
| muscle droit inférieur | branche inférieure du nerf oculomoteur | anneau de Zinn                  | abaissement                        | excycloduction      | Adduction          |
| muscle droit latéral   | nerf abducens                          | anneau de Zinn                  | abduction                          |                     |                    |
| muscle droit médial    | branche inférieure du nerf oculomoteur | anneau de Zinn                  | adduction                          |                     |                    |
| muscle grand oblique   | nerf trochléaire                       | anneau de Zinn via la trochlée. | incycloduction                     | abaissement         | Abduction          |
| muscle petit oblique   | branche inférieure du nerf oculomoteur | os maxillaire                   | excycloduction (ou excyclotorsion) | élevation           | Abduction          |

### Muscle droit médial (musculus rectus medialis)
- innervé par le nerf oculaire commun (IIIe paire) ;
- adducteur du globe oculaire, porte la cornée en dedans ;
- insertion postérieure commune aux 4 muscles droits de l'œil sur l'anneau tendineux commun ;
- insertion antérieure sur la partie interne de la sclère (à 5 mm de l'iris).

### Muscle droit inférieur (musculus rectus inferior)
- innervé le nerf oculaire commun (IIIe paire) ;
- abaisse le regard vers le bas et le dehors (fait une excyclotorsion) ;
- insertion postérieure anneau tendineux commun au sommet de l'orbite ;
- insertion antérieure sur la partie antéro-inférieure de la sclère (à 6 mm de la cornée).

### Muscle droit supérieur (musculus rectus superior)
- innervé par le nerf oculaire commun (IIIe paire) ;
- élève le regard vers le haut et en dedans (fait une incyclotorsion) ;
- insertion postérieure commune aux 4 muscles droits de l'œil sur l'anneau tendineux commun ;
- insertion antérieure sur la partie antéro-supérieure de la sclère à 8 mm de la cornée.

### Muscle droit latéral (musculus rectus lateralis)
- innervé par le nerf abducens (VIe paire) ;
- abducteur, permet un mouvement vers l'extérieur du globe oculaire (mouvement d'abduction) ;
- insertion postérieure commune aux 4 muscles droits de l'œil sur l'anneau tendineux commun (le tendon de Zinn) ;
- insertion antérieure sur la partie externe de la sclère à 7 mm de la cornée.

### Muscle oblique supérieur (musculus obliquus superior)
- innervé par le nerf pathétique (ou trochléaire) (IVe paire) ;
- abaisse la cornée, porte l'œil en bas et en dedans.

### Muscle oblique inférieur (musculus obliquus inferior)
- innervé par le nerf oculaire commun (IIIe paire) ;
- élève la cornée, avec excyclotorsion du globe oculaire, porte l’œil en haut et en dehors.

## Insertion sur la sclère: spirale de Tillaux

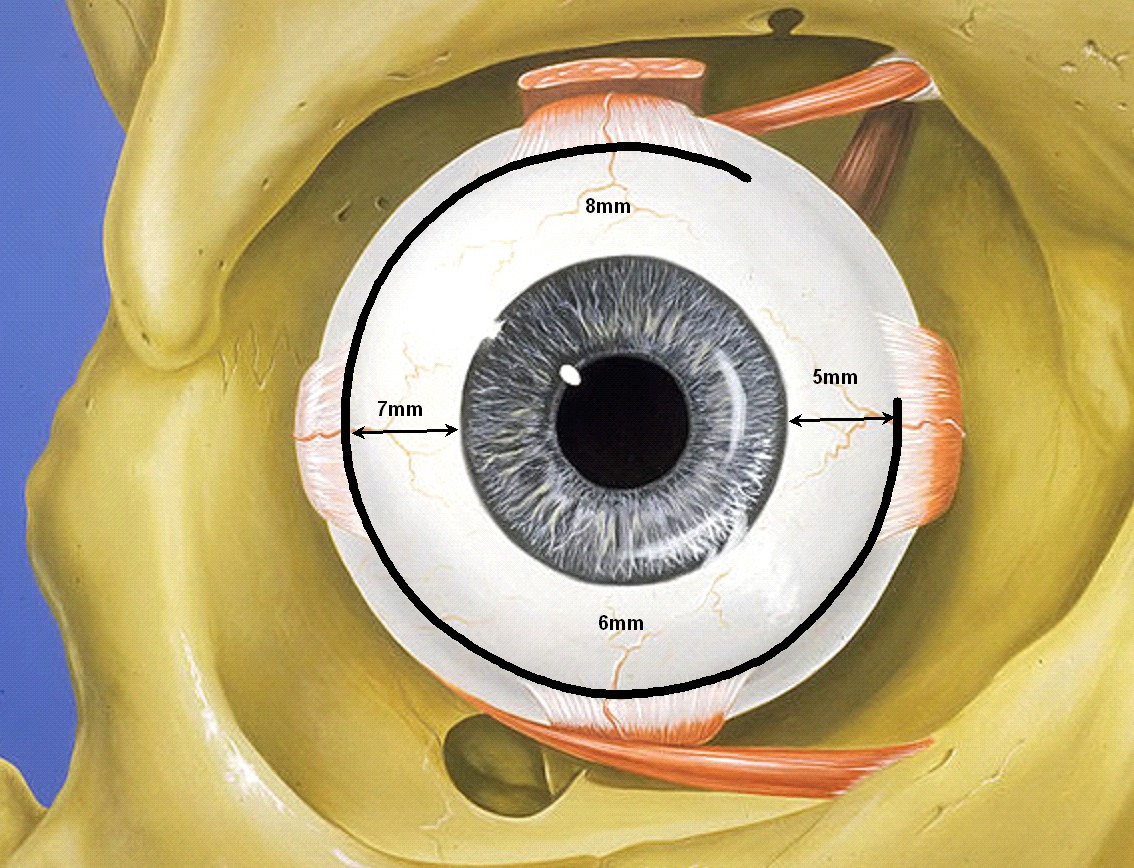
Insertion des muscles oculomoteurs on notera:
- La spirale de Tillaux délimitant sur la sclère les insertions des muscles droits
- Le passage du muscle oblique au travers de la trochlée
- L'attache directe du petit oblique sur l'os maxillaire

Les quatre muscles droits s'insèrent sur la sclère à des distances variables du bord de l'iris, comme suit :
| Muscle          | Insertion sur la sclère |
| --------------- | ----------------------- |
| droit supérieur | ~8 mm                   |
| droit inférieur | ~6 mm                   |
| droit latéral   | ~7 mm                   |
| droit médial    | ~5 mm                   |

Ainsi, en observant l'œil du droit interne vers le droit supérieur, la distance à l'iris des insertions musculaires croît d'environ 1 mm par quart de tour, en sorte que la ligne joignant les quatre insertions forme une sorte de spirale d'Archimède sur la surface oculaire : c'est la spirale de Tillaux.

## Insertions au fond de l'orbite: le tendon de Zinn

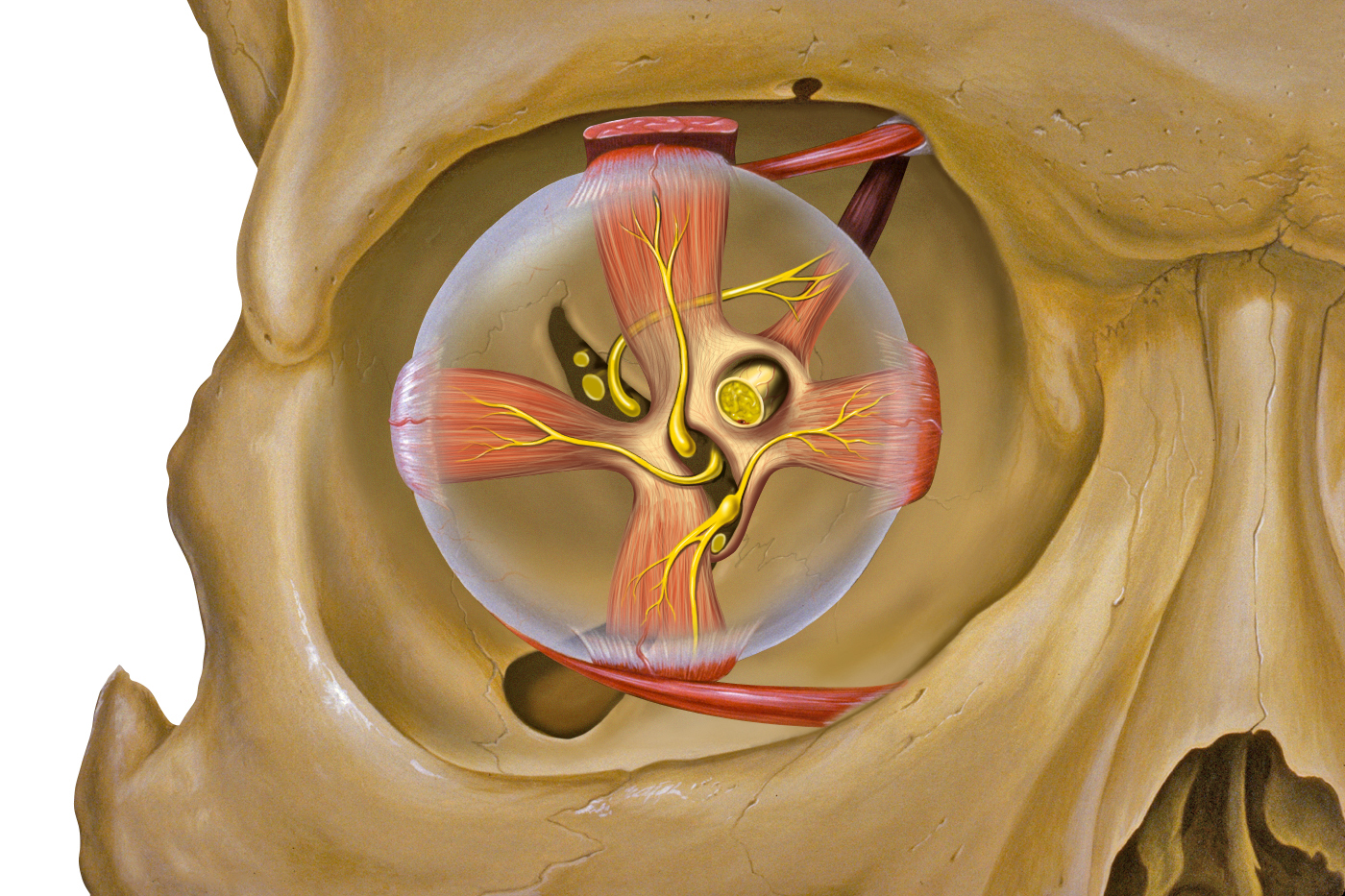
Insertion des muscles oculomoteurs sur le fond de l'orbite on notera :
- Le passage du nerf optique au travers de l'anneau de Zinn
- L'insertion antérieure du grand oblique et de l'élévateur de la paupière

À l'exception du petit oblique, les insertions des muscles oculomoteurs se font à l'aide une structure tendineuse adhérant au fond de l'orbite et dénommée tendon (ou anneau) de Zinn.
Ce tendon entoure en quelque sorte le nerf optique et prolonge le trou optique pour laisser passer le nerf optique. Il sépare également la fissure orbitale.

## Spécificités des muscles oculomoteurs
Les muscles oculomoteurs sont des muscles squelettiques, mais ils possèdent des caractéristiques hors du commun, dont le tableau suivant permettra de se faire une idée.
|                                            | Oculomoteur           | Ordinaire            |
| Nombre de fibres par neurone               | 100 à 2 000           | 10 à 20              |
| fréquence de l'influx nerveux (Hz)         | norm : 200 maxi : 600 | norm : 50 maxi : 125 |
| Nombre de types de fibres                  | 6                     | 3 ou 4               |
| Laps de temps entre deux contractions (ms) | 4.5                   | 15 à 35              |

Autrement dit, par comparaison avec un muscle de l'appareil moteur, les muscles oculomoteurs apparaissent de 10 à 100 fois mieux innervés ; cette innervation est réalisée avec des neurones ayant une fréquence quatre fois supérieure ; les muscles sont mobilisables sur des intervalles dix fois moindres, et présentent deux fois plus de types de fibres musculaires différentes.
Ce sont donc des muscles tout à fait particuliers par leur morphologie, qui présentent des caractéristiques hors norme.
Les muscles oculaires sont parmi les plus actifs de notre corps ; ils sont en perpétuel éveil et ne cessent guère de fonctionner, bien que ces mouvements ne soient pas toujours perceptibles par la conscience.

## Actions
L'action des muscles oculomoteurs est celle de trois paires de muscles antagonistes :
- muscles droit supérieur - droit inférieur ;
- muscles droit externe - droit interne ;
- muscles oblique supérieur - oblique inférieur.

Cette action n'est pas exercée directement selon la direction des attaches extrémales, mais s'effectue au travers de structures jouant le rôle de poulies, dont l'une est la trochlée, et les autres sont constituées par des renforcement de la membrane de Tenon.
Les mouvements provoqués par les muscles oculaires sont récapitulés dans le tableau ci-dessous :
| Type de mouvement                              | Muscle sollicité                                | Muscle antagoniste/Mvt inverse                  |
| mouvements vers l’intérieur / (1° axe de Fick) | droit interne                                   | droit externe                                   |
| mouvements vers le haut / (2° axe de Fick)     | droit supérieur avec contribution petit oblique | droit inférieur avec contribution grand oblique |
| mouvements d’incyloduction / (3° axe de Fick)  | grand oblique avec contribution droit interne   | petit oblique avec contribution droit externe   |

La mobilité des muscles oculomoteurs est assez largement variable selon les individus. Elle est souvent plus grande pour les hypermétropes que pour les myopes. Cependant, elle dépasse rarement 45° à 50° de part et d’autre de la position moyenne où le regard est situé de face, et elle est de l’ordre de 30° à 40° pour la plupart des gens.
Les mouvements de la tête prennent spontanément le relais de celui des muscles oculomoteurs bien en deçà de ces limites physiologiques (typiquement pour des mouvements excédant 15° à 20°).